# Isostola dilatata
Isostola dilatata là một loài bướm đêm thuộc phân họ Arctiinae, họ Erebidae.